# トークンバス

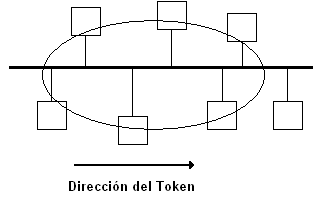
トークンバスネットワーク

トークンバス（英: Token Bus）は、同軸ケーブル上の「仮想リング」でトークンリングプロトコルを実装したネットワークである。トークンはネットワークノードを巡回していて、トークンをその時点で所有しているノードだけが送信できる。ノードが送信すべきものを何も持たない場合、トークンは仮想リング上の次のノードに渡される。各ノードはリング上の隣のノードのアドレスを知っている必要があり、ノードのリングへの接続およびリングからの切断を通知するための特別なプロトコルが必要となる。
トークンバスは IEEE 802.4 ワーキンググループで標準化された。主に産業用途で使われた。例えば、ゼネラルモーターズは Manufacturing Automation Protocol (MAP) 規格でトークンバスを使った。